# Rezolucja Zgromadzenia Ogólnego ONZ nr 181
Rezolucja Zgromadzenia Ogólnego ONZ nr 181 – rezolucja uchwalona podczas II Sesji Zgromadzenia Ogólnego ONZ w dniu 29 listopada 1947 w celu podzielenia terytorium Mandatu Palestyny na dwa państwa: żydowskie i arabskie. Rezolucja posiada oficjalną nazwę Plan Podziału z Gospodarczą Unią.
Rezolucja została przyjęta przed planowanym ustaniem brytyjskiego mandatu w Palestynie i zalecała podzielenie terytorium na dwa państwa – jedno żydowskie i jedno arabskie, z uwzględnieniem utworzenia w obszarze miast Jerozolimy i Betlejem specjalnego obszaru pozostającego pod międzynarodową ochroną, administrowaną przez Organizację Narodów Zjednoczonych. Plan starał się rozwiązać sprzeczne interesy obu grup narodowościowych i zaspokoić roszczenia dwóch konkurencyjnych ruchów: żydowskiego syjonizmu i arabskiego panarabizmu. Rezolucja zawierała szczegółowy opis przebiegu zalecanych granic dla każdego proponowanego państwa. Plan wzywał również do unii gospodarczej między oboma państwami, która miała być pomocna w celu zapewnienia praw wyznaniowych mniejszości narodowych.
Proponowany plan został zaakceptowany przez społeczność żydowską za pośrednictwem Agencji Żydowskiej. Jednak społeczność arabska odrzuciła go, uznając plan ONZ za naruszenie praw arabskiej większości Palestyny. Zadanie wprowadzenia w życie planu podziału otrzymała Komisja Narodów Zjednoczonych ds. Palestyny. Nie zdołała ona przeprowadzić swoich zadań, ponieważ w dzień po przyjęciu rezolucji wybuchła wojna domowa w Palestynie, której kontynuacją była I wojna izraelsko-arabska.

## Tło rezolucji
Podczas I wojny światowej Brytyjczycy starali się za wszelką cenę pozyskać sojuszników do walki z Imperium osmańskim na Bliskim Wschodzie. W korespondencji prowadzonej pomiędzy brytyjskim wysokim komisarzem Egiptu sir Henry McMahonem a szarifem Mekki Said Husajn ibn Ali, korona brytyjska zgodziła się „poprzeć arabskie dążenia niepodległościowe” w Imperium osmańskim. W zamian Arabowie zgodzili się przyłączyć do wojny przeciwko Turkom. Równocześnie brytyjski minister spraw zagranicznych Arthur Balfour złożył 2 listopada 1917 Deklarację Balfoura, w której wyrażał brytyjskie poparcie dla utworzenia w Palestynie „żydowskiej siedziby narodowej”. Na podstawie tych dwóch częściowo sprzecznych z sobą obietnic, zarówno Żydzi, jak i Arabowie byli przekonani, że Wielka Brytania obiecała im utworzenie niepodległego państwa w Palestynie.

W wyniku walk toczonych w latach 1917–1918 Brytyjczycy pokonali wojska tureckie i zajęli całość terytorium Palestyny, Syrii i Libanu. Do końca wojny obszar ten pozostawał pod brytyjską administracją wojskową. Po wojnie Brytyjczycy starali się uzyskać międzynarodowy mandat na dalsze sprawowanie kontroli nad tym regionem. Zostało to osiągnięte na drodze kolejnych ustaleń konferencji w Paryżu (traktat w Sèvres) i konferencji w San Remo. W obradach brali udział przedstawiciele ruchu syjonistycznego i społeczności arabskiej w Palestynie. Dyskutowali oni nad zawartą w 1919 umową Fajsal-Weizman, ustalając między sobą i Brytyjczykami kompromis. 25 kwietnia 1920 formalnie przyznano Wielkiej Brytanii Mandat Palestyny, a Francji przyznano Mandat Syrii i Libanu. W preambule mandatu Palestyny było napisane: 
„Dowództwo Sił Sojuszniczych ententy uzgodniło, że Mandat musi być obowiązkowo odpowiedzialny za wprowadzenie w życie pierwotnej deklaracji rządu Jego Królewskiej Mości z dnia 2 listopada 1917, zaakceptowanego przez mocarstwa, na rzecz stworzenia w Palestynie siedziby narodowej dla narodu żydowskiego, przy czym zrozumiałe jest, że nie powinno być nic zrobionego, co naruszałoby prawa cywilne i religijne istniejących nieżydowskich społeczności w Palestynie, lub prawa i status polityczny z którego korzystają Żydzi w jakimkolwiek innym państwie”.
Brytyjczycy od samego początku usiłowali prowadzić wyważoną politykę w Palestynie. Było to niezwykle trudne wobec nieustannie rosnącego osadnictwa żydowskiego, które budziło coraz większe niezadowolenie społeczności arabskiej. Do pierwszych wystąpień arabskich doszło już w 1920. W ich wyniku, przywódca i inicjator wystąpień, Al-Hadżdż Muhammad Amin al-Husajni został zaocznie skazany na dziewięć lat więzienia, a społeczność żydowska rozpoczęła tworzenie własnej paramilitarnej organizacji samoobrony Hagana. Brytyjczycy, usiłując znaleźć płaszczyznę porozumienia arabsko-żydowskiego, utworzyli w 1920 cywilny zarząd Mandatu Palestyny. Działała przy niej Rada Doradcza, w której skład weszło m.in. czterech Arabów, trzech chrześcijan i trzech Żydów. Nie zadowoliło to jednak żadną ze stron. Szczególnie niezadowolony był zamożny arabski klan al-Husajni, który posiadał liczne ziemie położone wokół Jerozolimy. W tej sytuacji Brytyjczycy zgodzili się na utworzenie oddzielnych przedstawicielstw obu społeczności Palestyny. W ten sposób powstało żydowskie Zgromadzenie Reprezentantów i arabska Najwyższa Rada Muzułmańska. Pomimo tego w maju 1921 doszło do kolejnych krwawych arabskich wystąpień. Brytyjskie wojska mandatowe przez pierwsze trzy dni nie angażowały się w starcia, umożliwiając im rozszerzenie się na prawie całe terytorium państwa. W ich rezultacie zginęło 47 Żydów i 48 Arabów, a rannych było 146 Żydów i 73 Arabów. Aby uspokoić nastroje społeczności arabskiej, Wielka Brytania podjęła jednostronną decyzję o wyłączeniu z terytorium Mandatu Palestyny obszaru położonego na wschód od rzeki Jordan. 16 września 1922 Liga Narodów formalnie zatwierdziła Memorandum Transjordanii, potwierdzające zwolnienie Emiratu Transjordanii z klauzul mandatu dotyczących utworzenia siedziby narodowej dla narodu żydowskiego. Równocześnie władze mandatowe wyraziły zgodę, aby w 1922 Al-Hadżdż Muhammad Amin al-Husajni powrócił do Palestyny i został wielkim muftim Jerozolimy. Był on arabskim nacjonalistą i postanowił wykorzystać dla własnych politycznych celów Wzgórze Świątynne w Jerozolimie, a szczególnie meczet Al-Aksa i Kopułę na Skale. Amin był zdecydowany przekształcić meczet Al-Aksa w symbol panarabskiego i palestyńskiego nacjonalizmu w walce z napływem żydowskich imigrantów do Palestyny. Prowadząc swoją kampanię, często oskarżał Żydów o planowanie przejęcia kontroli nad Murem Zachodnim, który był niezbywalną własnością i częścią meczetu Al-Aksa. Kolejnym krokiem ustępstw Brytyjczyków było ogłoszenie w czerwcu 1922 białej księgi Churchilla, która w znacznym stopniu ograniczała liczebność nowych żydowskich imigrantów napływających do Palestyny. Aby uspokoić niezadowolenie społeczności żydowskiej, władze mandatowe zezwoliły w kwietniu 1925 na formalne otwarcie Uniwersytetu Hebrajskiego.

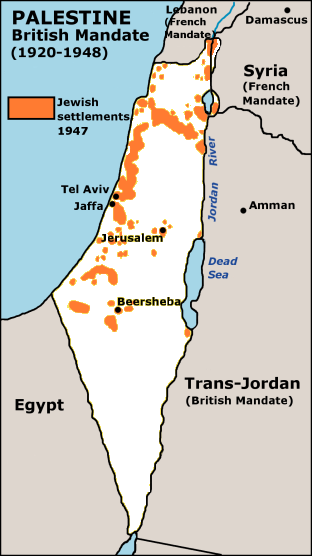
Ludność żydowska w Palestynie w latach 1920–1948

Do kolejnych arabskich wystąpień doszło w 1925. Brytyjczycy wówczas stanowczo stłumili wszystkie wystąpienia, nie pozwalając na eskalację starć. Jednak w 1929 sytuacja wymknęła się im spod kontroli, i starcia spod Wzgórza Świątynnego w Jerozolimie rozlały się po całym kraju. Zginęło wówczas 133 Żydów i 116 Arabów. Po tych wydarzeniach zostało przeprowadzone dochodzenie, a końcowy raport przedstawił sekretarz stanu do spraw kolonii sir John Hope Simpson. Raport mówił, że arabska społeczność Palestyny nie jest w stanie stworzyć własnego samodzielnego państwa, ponieważ jest zbyt biedną i słabą ekonomicznie grupą społeczną. Jako jedyną możliwość rozwoju Palestyny wskazano napływ średniej klasy żydowskiej, która poprzez tworzenie nowych osad rolniczych pobudzała rozwój gospodarki narodowej. Jednakże wiązało się z tym rosnące zagrożenie ze strony arabskich rozruchów. Wrogość do nowych imigrantów była podstawowym czynnikiem budującym rodzącą się narodową tożsamość palestyńskich Arabów. Podsumowując, raport zalecał, aby utrzymać spokój wewnętrzny należy ograniczyć żydowską imigrację. W rezultacie, w październiku 1930 brytyjski rząd opublikował kolejną białą księgę, zmniejszając ilość żydowskich imigrantów i ograniczając prawa nabywania ziemi w Palestynie. Zapoczątkowało to organizowanie nielegalnej Alii, która nasiliła się wraz z dojściem w 1933 narodowych socjalistów do władzy w Niemczech. W odpowiedzi Brytyjczycy stosowali różnorodne środki represyjne wobec społeczności żydowskiej w Palestynie. Nic to jednak nie pomagało, i Haganie udawało się utrzymywać kanały przerzutowe imigrantów. W 1935 Arabowie zażądali zezwolenia na utworzenie arabskiego rządu Palestyny i całkowitego zakazania żydowskiego osadnictwa. Wobec odmowy ogłoszono w 1936 strajk powszechny, który przerodził się w arabskie rozruchy 1936–1939. Konsekwencje tego powstania były tragiczne – zginęło 400 Żydów, 200 brytyjskich żołnierzy i ponad 5 tys. Arabów, natomiast około 15 tys. Arabów zostało rannych. Wielki mufti Jerozolimy musiał uciec z Palestyny, a społeczność żydowska rozpoczęła modernizację swojej podziemnej organizacji paramilitarnej Hagana. W 1937 raport o przyczynach wybuchu rozruchów i sposobach rozwiązania sytuacji przedstawiła Królewska Komisja Palestyny, na czele której stał Lord William Peel. Jako jedyne rozwiązanie konfliktu wskazano odseparowanie obu zwaśnionych ze sobą społeczności w dwóch państwach: mniejszym żydowskim (około 15% terytorium) i większym arabskim, z osobną strefą Jerozolimy pozostającą pod nadzorem międzynarodowym. Strona żydowska wykazała zainteresowanie tym planem i wyraziła gotowość współpracy. Przedstawiono przy tym własną koncepcję przebiegu granic państwowych, która wiązała się z koniecznością przesiedlenie części ludności arabskiej poza granice państwa żydowskiego (na wzór wymiany ludności pomiędzy Grecją a Turcją). Natomiast Arabowie odrzucili propozycje, zapowiadając kontynuację walki aż do uzyskania pełnej arabskiej samodzielności. W 1938 rząd brytyjski wysłał do Palestyny Komisję Podziału Palestyny, na czele której stał sir John Woodhead. Jej raport zawierał trzy propozycje przebiegu granic: plan A był powtórzeniem raportu Komisji Peela, natomiast plan B i plan C różniły się od siebie wielkością terytorium pozostawionego pod kontrolą brytyjską. Żaden z tych planów nie zadowolił obu stron, wobec tego zaproszono przedstawicieli obu społeczności do Londynu, na dodatkowe rozmowy. Konferencja St. James okazała się jednak bezowocna. W rezultacie rząd brytyjski ogłosił białą księgę z 1939, która praktycznie zamknęła Żydom dostęp do Palestyny. Zapisy tej białej księgi były formą wycofania się rządu brytyjskiego z obietnicy ustanowienia w Palestynie „żydowskiej siedziby narodowej”. Żydzi spostrzegali to jako wyraźne pogwałcenie zapisu mandatu. Agencja Żydowska zachowała przy tym daleko idącą powściągliwość i podczas II wojny światowej współpracowała z Brytyjczykami w walce przeciwko nazistom, licząc na to, że po wojnie uda się uzyskać lepsze porozumienie. Jednak radykalne kręgi żydowskie skupiły się wokół organizacji Lechi, która rozpoczęła walkę z Brytyjczykami, bardzo często posługując się metodami terrorystycznymi. Sama Biała księga okazała się niezwykle tragiczne w skutkach dla europejskich Żydów, którzy nie mieli możliwości ucieczki i zginęli podczas Holocaustu.
Po zakończeniu II wojny światowej, w specjalnych obozach dla przesiedleńców rozproszonych po całej Europie znalazło się około 250 tys. ocalonych z zagłady Żydów. Usiłowali oni różnymi drogami przedostać się do Palestyny, napotykali jednak na poważne utrudnienia ze strony brytyjskich władz mandatowych. Anglo-Amerykańska Komisja Śledcza przedstawiła w 1946 raport zalecający natychmiastowe zezwolenie 100 tys. żydowskim uchodźcom wjazd do Palestyny. Pomimo to Brytyjczycy utrzymali swoje ograniczenia. Jako pierwsza walkę z Brytyjczykami ogłosiła w lutym 1944 organizacja Irgun. Przez cały ten czas, największa żydowska organizacja paramilitarna Hagana utrzymywała współpracę z administracją brytyjską. Sytuacja zmieniła się, gdy nowy brytyjski premier Clement Richard Attlee zapowiedział w lipcu 1945, że rząd Jej Królewskiej Mości nie zamierza zmienić swojej polityki odnośnie żydowskiej imigracji do Palestyny. W tej sytuacji przywódcy żydowscy podjęli decyzję o uznaniu Brytyjczyków za głównych wrogów w Palestynie. Wszystkie trzy główne żydowskie organizacje (Hagana, Irgun i Lechi) rozpoczęły atakowanie obiektów brytyjskiej administracji. Do najgłośniejszego zamachu doszło 22 lipca 1946, kiedy to Irgun wysadził Hotel King David w Jerozolimie, który był siedzibą brytyjskiego sztabu wojskowego. W zamachu zginęła 91 osób, a 45 zostało rannych. Po zamachu brytyjskie władze zaostrzyły represje wobec żydowskiej społeczności w Palestynie, oraz utworzyły na Cyprze obozy dla internowanych nielegalnych żydowskich imigrantów. Sytuacja wymagała, aby British Army utrzymywała ponad 100 tys. żołnierzy w Palestynie. Równocześnie brytyjski rząd, za pośrednictwem ministra spraw zagranicznych Ernesta Bevina zrzekł się 14 lutego 1947 roli mediatora w narastającym konflikcie żydowsko-arabskim.

### Sprawa Palestyny w ONZ
2 kwietnia 1947 sprawa Palestyny została poddana pod obrady Zgromadzenia Ogólnego Organizacji Narodów Zjednoczonych. Od 28 kwietnia do 15 maja 1948 trwała I Sesja Specjalna Zgromadzenia Ogólnego NZ w sprawie Palestyny, która powołała Specjalny Komitet do Spraw Palestyny (ang. United Nations Special Committee on Palestine – UNSCOP). Wysoki Komitet Arabski zajął przy tym stanowisko, że Specjalny Komitet nie ma prawa podejmować żadnych decyzji w sprawie Palestyny, i odmówił współpracy. W międzyczasie następowała stopniowa eskalacja przemocy. 4 maja 1947 członkowie Irgunu zaatakowali brytyjskie więzienie w Akce, uwalniając 28 żydowskich więźniów. Równocześnie mnożyły się akty wzajemnej agresji pomiędzy żydowską i arabską społecznością. 15 sierpnia 1947 wysadzono dom rodziny Labana Abu, zamożnego arabskiego plantatora pomarańczy w pobliżu Petach Tikwy. W zamachu zginęło 12 mieszkańców, w tym 6 dzieci.
31 sierpnia 1947 Specjalny Komitet do spraw Palestyny zakończył prace nad raportem. Liczbę ludności Mandatu Palestyny oszacowano na ponad 1,6 mln, z czego około 1,1 mln Arabów i ponad 500 tys. Żydów. Przy czym ludność arabska była równomiernie rozmieszczona na całej powierzchni kraju, a ludność żydowska skupiała się w kilku większych miastach oraz skupiskach osad wiejskich. Społeczność żydowska była jednak lepiej przygotowana do stworzenia własnego samodzielnego państwa. Żydzi swoją organizację narodową opierali na wzorcach cywilizacji Zachodu. Na czele społeczności stały instytucje wybierane w powszechnych wyborach. Przywódcy cieszyli się dużym autorytetem i szacunkiem. Poprzez organizacje syjonistyczne posiadali oni sprawnie działające przedstawicielstwo polityczne i dyplomatyczne. Natomiast społeczność arabska opierała się na więzach klanowych, a nie rodzinnych. Największe wpływy posiadał Al-Hadżdż Muhammad Amin al-Husajni, był on jednak zmuszony za swoją działalność antybrytyjską do przebywania na emigracji. Gospodarka obu społeczności opierała się na rolnictwie, jednak Żydzi sprzedawali 75% produkcji, a Arabowie zaledwie 25%. Wynikało to przede wszystkim z faktu, że żydowskie gospodarstwa były nastawione na intensywną produkcję rolniczą z wykorzystaniem najnowszych rozwiązań agrotechnicznych. Arabskie gospodarstwa były niewielkimi rodzinnymi firmami, opierającymi się na przestarzałych metodach upraw bez wykorzystania techniki. Żydowska średnia klasa była dobrze wykształcona i przyjechała do Palestyny z wysoko rozwiniętej technologicznie Europy. Miało to decydujący wpływ na rozwój żydowskich przedsiębiorstw i rozbudowę rodzimego przemysłu. Pod względem militarnym pozorną przewagę posiadali Arabowie, którzy zdobywali swoje doświadczenie bojowe podczas walk partyzanckich w latach 1936–1939 oraz służąc w armiach sąsiednich państw arabskich. Nie istniało jednak żadne dowództwo sił arabskich. Natomiast siły żydowskie, chociaż nieliczne i słabo wyszkolone, dysponowało centralnym dowództwem i co okazało się ważniejsze, silnym zapleczem polityczno-ekonomicznym. Raport w swoich wnioskach końcowych nie był jednoznaczny. Raport większościowy (popierany przez większość członków komisji – Australia, Kanada, Czechosłowacja, Gwatemala, Holandia, Peru, Szwecja i Urugwaj) zalecał utworzenie dwóch niezależnych państw żydowskiego i arabskiego, połączonych unią gospodarczą. Jerozolima wraz z przyległym obszarem miała pozostać pod nadzorem międzynarodowym. Raport mniejszościowy (popierany przez mniejszość członków komisji – Indie, Iran i Jugosławia) zalecał utworzenie federacji żydowsko-arabskiej ze stolicą w Jerozolimie. Federacja miała opierać się na modelu Konstytucji Stanów Zjednoczonych.
| Dane pochodzą z Raportu UNSCOP z 1947 | Ludność arabska i inna | Procent ludności arabskiej i innej | Ludność żydowska | Procent ludności żydowskiej | Całkowita liczba ludności |
| ------------------------------------- | ---------------------- | ---------------------------------- | ---------------- | --------------------------- | ------------------------- |
| Państwo arabskie                      | 725 000                | 99%                                | 10 000           | 1%                          | 735 000                   |
| Państwo żydowskie                     | 407 000                | 45%                                | 498 000          | 55%                         | 905 000                   |
| Strefa międzynarodowa                 | 105 000                | 51%                                | 100 000          | 49%                         | 205 000                   |
| Razem                                 | 1 237 000              | 67%                                | 608 000          | 33%                         | 1 845 000                 |

8 września 1947 na swoim dorocznym spotkaniu zebrało się Zgromadzenie Ogólne ONZ, które przyjęło raport Specjalnego Komitetu do Spraw Palestyny. W wyniku rozbieżności zdań Zgromadzenie Ogólne powołało 23 września Komitet Ad Hoc do spraw Problemu Palestyńskiego, w skład którego weszli przedstawiciele wszystkich krajów członkowskich Organizacji Narodów Zjednoczonych. Utworzono dwie podkomisje, które zajęły się analizą obu propozycji Specjalnego Komitetu do spraw Palestyny. Przy czym przedstawiciele większości państw muzułmańskich skoncentrowali się nad drugim projektem, który ostatecznie odrzucili. 29 września wiceprezes Najwyższej Rady Muzułmańskiej Dżamal al-Husajni sprzeciwił się pomysłowi podziału Palestyny na dwa państwa, kwestionując przy tym prawo ONZ do podejmowania decyzji w tej sprawie. W argumentacji podał, że ONZ nie jest spadkobierczynią Ligi Narodów, która utworzyła Mandat Palestyny, wobec tego nie ma prawo decydować w tej sprawie. Stanowisko to poparli prawie wszyscy przedstawiciele państw muzułmańskich. Druga podkomisja pracowała nad propozycją podziału Palestyny na dwa odrębne państwa. 2 października prezes amerykańskiej sekcji Agencji Żydowskiej Abba Hillel Silver zaapelował do podkomisji, aby przyjęto plan utworzenia odrębnego państwa żydowskiego. Plan ten został bez większych zmian zalecony do realizacji. 25 listopada 1947 Komitet Ad Hoc oficjalnie zaakceptował projekt podziału Palestyny. Za głosowało dwadzieścia pięć państw, przeciw trzynaście, a wstrzymało się od głosu siedemnaście.

## Głosowanie
Poparcie
     Przekonany do poparcia
     Wstrzymał się od głosu
     Sprzeciw
     Nieobecny
     Państwo nieczłonkowskie w ONZ

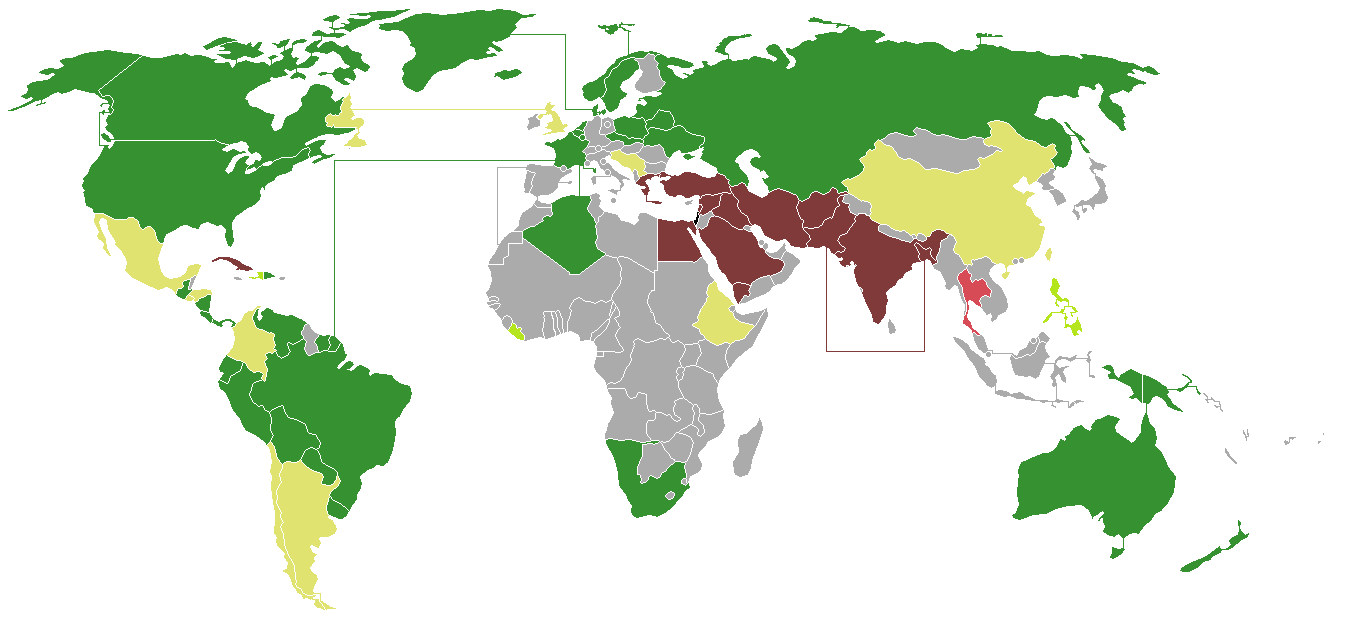
Głosowanie rezolucji ZO ONZ nr 181, 29 listopada 1947
Poparcie
Przekonany do poparcia
Wstrzymał się od głosu
Sprzeciw
Nieobecny
Państwo nieczłonkowskie w ONZ

Przyjęcie rezolucji wymagało uzyskania dwóch trzecich ważnych głosów, nie licząc wstrzymujących się i nieobecnych członków. Pierwsze głosowanie było planowane na 26 listopada, zostało jednak przełożone. Według wielu źródeł, gdyby głosowanie odbyło się w tym dniu, rezolucja nie uzyskałaby wymaganego poparcia. W rezultacie, grupa 26 amerykańskich senatorów wystosowała telegram do licznych państw, szukając w ten sposób poparcia dla rezolucji. Względem niektórych państw zastosowano różne formy zachęty lub nacisku:
- Stany Zjednoczone: prezydent Harry Truman powiedział później, że „Fakty są takie, że na Organizację Narodów Zjednoczonych wywierane były naciski jakich wcześniej tam nie widziano, ale i Biały Dom był poddany silnym naciskom. Myślę, że nigdy w Białym Domu nie było tak dużych nacisków i propagandy jak w tym przypadku. Obecność kilku skrajnie syjonistycznych przywódców – działających na skutek politycznych motywów i angażujących się w politycznie niebezpieczne działania – niepokoiły i denerwowały mnie”[29].
- Indie: premier Jawaharlal Nehru ze złością i pogardą wyrażał się nad sposobem głosowania w ONZ. Powiedział, że syjoniści usiłowali przekupić Indie milionami, a jego siostra Vijaya Lakshmi Pandit codziennie otrzymywała ostrzeżenia, że jej życie znajduje się w niebezpieczeństwie, chyba że odda głos popierający rezolucję[30].
- Liberia: ambasador Liberii w Stanach Zjednoczonych skarżył się, że amerykańska delegacja groziła kilku państwom odcięciem od funduszy pomocowych w przypadku nie poparcia rezolucji[31].
- Filipiny: na dzień przed głosowaniem, przedstawiciel Filipin generał Carlos P. Romulo powiedział: „Uważam, że mamy problem moralny. Chodzi o to, czy Narody Zjednoczone powinny wziąć na siebie odpowiedzialność za wdrażanie polityki, która jest wyraźnie odrażająca i wyraża nacjonalistyczne aspiracje narodu Palestyny. Rząd Filipin uważa, że Narody Zjednoczone nie powinny akceptować takiej odpowiedzialności.” Po rozmowie telefonicznej pomiędzy przedstawicielami rządu amerykańskiego z filipińskim, generał został odwołany do domu[28].
- Haiti: rząd Haiti otrzymał od Stanów Zjednoczonych obietnicę udzielenia kredytu w wysokości 5 mln dolarów w zamian za poparcie rezolucji[32].

29 listopada 1947 Zgromadzenie Ogólne ONZ przyjęło rezolucję nr 181. Wyniki głosowania były następujące:
- 33 państwa poparły projekt rezolucji (58%): Australia, Belgia, Boliwia, Brazylia, Białoruska SRR, Kanada, Kostaryka, Czechosłowacja, Dania, Dominikana, Ekwador, Filipiny, Francja, Gwatemala, Haiti, Islandia, Liberia, Luksemburg, Holandia, Nowa Zelandia, Nikaragua, Norwegia, Panama, Paragwaj, Peru, Polska, Szwecja, RPA, Ukraińska SRR USA, ZSRR, Urugwaj, Wenezuela[33].
- 13 państw głosowało przeciwko (23%): Afganistan, Arabia Saudyjska, Egipt, Grecja, Indie, Iran, Irak, Jemen, Kuba, Liban, Pakistan, Syria, Turcja.
- 10 państw wstrzymało się (17%): Argentyna, Chile, Chiny, Etiopia, Honduras, Jugosławia, Kolumbia, Meksyk, Salwador, Wielka Brytania.
- 1 państwo było nieobecne (2%): Tajlandia

Na mocy przyjętej rezolucji miały powstać dwa państwa oraz mała międzynarodowa strefa obejmująca Jerozolimę. Strefa międzynarodowa miała pozostawać poza granicami obu państw i być zarządzana przez Narody Zjednoczone, które stawały się gwarantem bezpieczeństwa wszystkich świętych miejsc chrześcijaństwa, islamu i judaizmu w obu miastach. Utworzenie nowych niezależnych państw miało nastąpić do dnia 1 października 1948.
Oba państwa, żydowskie (14 257 km² powierzchni) i arabskie (11 664 km²), miały składać się z trzech głównych części, które były połączone eksterytorialnymi skrzyżowaniami:
- Państwo żydowskie otrzymało: (1) równinę przybrzeżną rozciągającą się od Hajfy do Rechowot, (2) wschodnią część Galilei z Jeziorem Tyberiadzkim oraz (3) pustynię Negew z dostępem do Morza Czerwonego. Pustynia Negew nie nadawała się dla celów rolniczych. W obrębie państwa żydowskiego znalazły się arabskie enklawy miast Jafy i Beer Szewy.
- Państwo arabskie otrzymało: (1) zachodnią część Galilei z Akką, (2) Samarię i Judeę oraz (3) równinę przybrzeżną na południe od Aszdod ze Strefą Gazy i częścią pustyni wzdłuż granicy z Egiptem.

Zadanie wprowadzenia w życie planu podziału otrzymała Komisja Narodów Zjednoczonych do Spraw Palestyny (ang. United Nations Palestine Commission – UNPC).

## Tekst rezolucji
Zgromadzenie Ogólne, na specjalnej sesji na wniosek obowiązujących władz mandatowych ustanowiło i poinstruowało Specjalny Komitet, aby rozpatrzył kwestię przyszłego Rządu Palestyny na II sesję zwyczajną; poleciło Specjalnemu Komitetowi zbadać wszystkie kwestie i pytania dotyczące problemu Palestyny, a także przygotować propozycje rozwiązania problemu, i po otrzymaniu i przeanalizowaniu raportu Specjalnego Komitetu (dokument A/364) (1), w tym wielu jednomyślnych zaleceń i planu podziału z unią gospodarczą zatwierdzonego przez większość Specjalnego Komitetu, uważa, że obecna sytuacja w Palestynie może negatywnie wpłynąć na ogólny dobrobyt i przyjazne stosunki między narodami; Zwraca uwagę na oświadczenie władz mandatowych, które planują zakończenie ewakuacji z Palestyny na l sierpnia 1948; Zaleca Zjednoczonemu Królestwu, jako obowiązkowej władzy mandatowej dla Palestyny, i wszystkim innym członkom Organizacji Narodów Zjednoczonych, przyjęcie i wdrożenie, w odniesieniu do przyszłego Rządu Palestyny, Planu Podziału z Unią Gospodarczą określonego poniżej;
Wnioskuje aby Rada Bezpieczeństwa podjęła niezbędne środki przewidziane w planie do jego realizacji; Rada Bezpieczeństwa zbadała, jeżeli okoliczności w okresie przejściowym będą wymagać takiego oświadczenia, czy sytuacja w Palestynie stanowi zagrożenie dla pokoju. Jeżeli uzna, że takie zagrożenie istnieje, oraz w celu utrzymania międzynarodowego pokoju i bezpieczeństwa, Rada Bezpieczeństwa powinna uzupełnić upoważnienia Zgromadzenia Ogólnego poprzez podjęcie działań zgodnie z art. 39 i 41 Karty, do wzmocnienia pozycji Komisji Narodów Zjednoczonych, przewidzianej w niniejszej rezolucji, do sprawowania w Palestynie funkcji, które są przypisane do niej przez niniejszą rezolucję; Rada Bezpieczeństwa określiła jako zagrożenie dla pokoju, naruszenie pokoju lub akt agresji, zgodnie z artykułem 39 Karty, każdą próbę siłowego zmienienia postanowień przewidzianych w niniejszej rezolucji; Rada Powiernicza była informowana w zakresie swoich obowiązków przewidzianych dla niej w tym planie; Wzywa mieszkańców Palestyny do podjęcia takich kroków, jakie mogą być konieczne z ich strony do wprowadzenia tego planu w życie; Apeluje do wszystkich rządów i wszystkich narodów do powstrzymania się od podejmowania jakichkolwiek działań mogących utrudnić lub opóźnić wykonywanie tych zaleceń, i upoważnia Sekretarza Generalnego do zwrotu kosztów podróży i diet członków Komisji, o których mowa w Części 1, Sekcja B, Paragraf I poniżej, na tej podstawie i w takiej formie jakie będą najbardziej właściwe w danych okolicznościach, a także zapewnienie Komisji niezbędnych pracowników do pomocy w wykonywaniu funkcji powierzonych Komisji przez Zgromadzenie Ogólne.
Zgromadzenie Ogólne, upoważnia Sekretarza Generalnego, aby czerpać z Centralnego Funduszu Roboczego do sumy, która nie może przekroczyć 2000000 dolarów dla celów określonych w ostatnim paragrafie rezolucji w sprawie przyszłego rządu Palestyny.

### Część I – Przyszła Konstytucja i Rząd Palestyny

#### A. Rozwiązanie Mandatu, Podział i Konstytucja
Mandat Palestyny wygaśnie tak szybko jak to możliwe, ale w każdym razie nie później niż dnia 1 sierpnia 1948.
Siły zbrojne obowiązkowych władz mandatowych są stopniowo wycofywane z Palestyny, wycofanie należy ukończyć jak najszybciej, ale w każdym razie nie później niż dnia 1 sierpnia 1948.
Władza mandatowa poinformuje Komisję tak szybko jak to możliwe, o zamiarze wypowiedzenia pełnomocnictwa i ewakuacji w każdej dziedzinie. Obowiązkowa władza dołoży wszelkich starań, aby zapewnić, że obszar położony na terytorium państwa żydowskiego, w tym porty morskie i odpowiedni teren lądowy potrzebny do zapewnienia przyjęcia znacznej imigracji, powinny być ewakuowane najwcześniej jak to możliwe, a w każdym razie nie później niż 1 lutego 1948.
Niezależne Państwa Arabskie i Żydowskie i Specjalna Międzynarodowa Strefa dla Miasta Jerozolimy, określone w Części III niniejszego Planu, powinny powstać w Palestynie dwa miesiące po zakończeniu ewakuacji sił zbrojnych obowiązkowych władz mandatowych, ale w każdym przypadku nie później niż do dnia 1 października 1948. Granice Państwa Arabskiego, Państwa Żydowskiego i Miasta Jerozolimy są opisane w Części II i III poniżej.
Okres między przyjęciem przez Zgromadzenie Ogólne zaleceń w kwestii Palestyny i utworzeniem niezależnych Państw Arabskiego i Żydowskiego będzie okresem przejściowym.

#### B. Działania przygotowawcze do niepodległości
W skład Komisji wejdzie po jednym przedstawicielu każdego z pięciu państw członkowskich. Członkowie reprezentowani w Komisji są wybierani przez Zgromadzenie Ogólne na podstawie geograficznej, o ile to możliwe.
Administracja Palestyny będzie, po wycofaniu sił zbrojnych obowiązkowych władz mandatowych, stopniowo przekazywana do Komisji, która podejmie działania zgodne z zaleceniami Zgromadzenia Ogólnego, pod kierunkiem Rady Bezpieczeństwa. Władze mandatowe będą w możliwie najszerszym zakresie koordynować swoje plany wycofania z planami Komisji odnośnie przejęcia i zarządzania obszarami, które zostały ewakuowane.
W wykonywaniu tej działalności administracyjnej Komisja ma uprawnienia do wydawania niezbędnych regulacji i podejmowania innych wymaganych środków.
Władze mandatowe nie podejmą żadnych działań w celu zapobiegania, blokowania lub opóźniania wprowadzenia przez Komisję środków zalecanych przez Zgromadzenie Ogólne.
Po przybyciu do Palestyny Komisja przystępuje do przeprowadzenia działań w celu ustalenia granic Państw Arabskiego i Żydowskiego i Miasta Jerozolimy, zgodnie z ogólnymi wytycznymi zaleceniami Zgromadzenia Ogólnego w sprawie podziału Palestyny. Niemniej jednak granice opisane w Części II niniejszego Planu mogą być zmienione w taki sposób, aby wioski nie zostały podzielone przez granice państwowe, chyba że powody nacisków sprawią, że będzie to konieczne.
Komisja, po konsultacji z demokratycznymi partiami i innymi organizacjami publicznymi Państw Arabskiego i Żydowskiego, dokonuje wyboru i ustanowienia w każdym państwie, tak szybko jak to możliwe Tymczasowe Rady Rządu. Działalność obu Arabskiej i Żydowskiej Tymczasowej Rady Rządu będzie prowadzona pod ogólnym kierownictwem Komisji.
Jeżeli do dnia 1 kwietnia 1948 Tymczasowa Rada Rządu nie może być wybrany przez jedno z Państw, lub, jeśli wybrana, nie może wykonywać swoich funkcji, Komisja powiadamia o tym fakcie Radę Bezpieczeństwa, aby podjąć takie działania w stosunku do tego Państwa jakie Rada Bezpieczeństwa uzna za właściwe, a także Sekretarzowi Generalnemu w celu poinformowania członków Narodów Zjednoczonych.
Z zastrzeżeniem postanowień niniejszych zaleceń, w okresie przejściowym Tymczasowe Rady Rządu, działając pod Komisji, mają pełne kompetencje w obszarach będących pod ich kontrolą, w tym władzę nad sprawami imigracji i regulacji gruntów.
Tymczasowa Rada Rządu każdego Państwa, działająca w ramach Komisji, powinna stopniowo otrzymywać od Komisji pełną odpowiedzialność za administrowanie tym Państwem w okresie pomiędzy zakończeniem mandatu i powstaniem niepodległego Państwa.
Komisja poleca Tymczasowym Radom Rządów obu Państw Arabskiemu i Żydowskiemu, po ich powstawania, aby ustanowiły organy administracji rządowej, centralną i lokalną.
Tymczasowa Rada Rządu każdego Państwa, w terminie możliwie najkrótszym, przeprowadzi rekrutację zbrojnej milicji spośród mieszkańców tego Państwa, w liczbie wystarczającej do utrzymania porządku wewnętrznego i zapobiegania konfliktów granicznych.
Ta zbrojna milicja w każdym Państwie, do celów operacyjnych, będzie pod dowództwem Żydowskich i Arabskich oficerów przebywających w tym Państwie, ale główna polityczna i militarna kontrola, w tym wybór dowództwa milicji, będzie wykonywana przez Komisję.
Tymczasowa Rada Rządu każdego Państwa, nie później niż dwa miesiące po wycofaniu sił zbrojnych obowiązkowych władz mandatowych przeprowadzi wybory do Zgromadzenia Ustawodawczego, które przeprowadzi się na zasadach demokracji.
Przepisy wyborcza w każdym państwie będą sporządzane przez Tymczasową Radę Rządu i zatwierdzone przez Komisję. Uprawnionymi wyborcami w tych wyborach w każdym Państwie będą osoby powyżej osiemnastego roku życia, którzy są (a) obywatelami Palestyńskimi przebywającymi w tym państwie, oraz (b) Arabami i Żydami zamieszkującymi w Państwie, choć nie obywatelami Palestyńskimi, którzy przed głosowaniem podpisali zawiadomienie o zamiarze stania się obywatelami tego Państwa.
Arabowie i Żydzi mieszkający w Mieście Jerozolima, którzy podpisali zawiadomienie o zamiarze stania się obywatelami, Arabowie w Państwie Arabskim i Żydzi w Państwie Żydowskim, są uprawnieni do głosowania odpowiednio w Państwie Arabskim i Żydowskim.
Kobiety mogą głosować i być wybierane do tych Zgromadzeń Ustawodawczych.
W okresie przejściowym żaden Żyd nie może zamieszkać na obszarze proponowanego Państwa Arabskiego, a żaden Arab nie może zamieszkać na obszarze proponowanego Państwa Żydowskiego, z wyjątkiem specjalnych zezwoleń Komisji.
Zgromadzenie Konstytucyjne każdego Państwa sporządza demokratyczną konstytucję dla swojego Państwa i wybiera rząd tymczasowy w celu zastąpienia Tymczasowej Rady Rządu powołanej przez Komisję. Konstytucje Państw mają ucieleśniać Rozdziały 1 i 2 Deklaracji przewidzianej w Części C poniżej, i obejmą między innymi przepisy dotyczące:
Ciało ustawodawcze w każdym Państwie będzie wybierane w powszechnych wyborach, w tajnym głosowaniu na podstawie proporcjonalnej reprezentacji i organ wykonawczy będzie odpowiedzialny przed ustawodawcą;
Rozstrzygania wszelkich sporów międzynarodowych, w które Państwo może być zaangażowane, będzie odbywać się za pomocą środków pokojowych w taki sposób, aby międzynarodowy pokój i bezpieczeństwo oraz sprawiedliwość, nie były zagrożone;
Przyjęcie zobowiązania przez Państwo do powstrzymania się w stosunkach międzynarodowych od stosowania groźby lub użycia siły przeciwko integralności terytorialnej lub niepodległości politycznej jakiegokolwiek Państwa, lub w jakikolwiek inny sposób niezgodny z celem Narodów Zjednoczonych;
Zagwarantowanie wszystkim osobom równych i niedyskryminujących praw w sprawach cywilnych, politycznych, ekonomicznych i religijnych i korzystania z praw człowieka i podstawowych wolności, w tym wolności religii, języka, mowy i publikacji, edukacji, zgromadzeń i stowarzyszania się;
Zachowanie wolności tranzytu oraz wizyt dla wszystkich mieszkańców i obywateli innego Państwa w Palestynie i Mieście Jerozolima, z zastrzeżeniem względów bezpieczeństwa narodowego, pod warunkiem, że każde Państwo kontroluje miejsca zamieszkania na swoim terytorium.
Komisja powołuje komisję gospodarczą złożoną z trzech członków, w celu ustalenia jak najszybszej współpracy gospodarczej, Unii Gospodarczej i Wspólnej Rady Gospodarczej, jak przewidziano w Sekcji D poniżej.
W okresie między wydaniem zaleceń w kwestii Palestyny przez Zgromadzenie Ogólne i zakończenia mandatu, obowiązkowe władze w Palestynie ponoszą pełną odpowiedzialność za zarządzanie w obszarach, z których nie wycofały swoich sił zbrojnych. Komisja wspomaga obowiązkowe władze mandatowe w wykonywaniu tych funkcji. Podobnie obowiązkowe władze mandatowe będą współpracować z Komisją w wykonywaniu jej funkcji.
Mając na celu zapewnienie ciągłości funkcjonowania służb administracyjnych oraz, w sprawie wycofania sił zbrojnych obowiązkowych władz mandatowych, cała administracja będzie pod opieką Tymczasowych Rad i Wspólnej Rady Gospodarczej, odpowiednio, działając pod Komisją, odpowiedzialność za wszystkie funkcje rządowe będzie stopniowo przekazywana przez obowiązkowe władze mandatowe dla Komisji, włączając w to odpowiedzialność prawną za obszary z których zostały wycofane siły zbrojne władz mandatowych.
Komisja kieruje się w swoich działaniach zaleceniami Zgromadzenia Ogólnego i takimi instrukcjami Rady Bezpieczeństwa, które może uznać za niezbędne do wydania.
Środki podjęte przez Komisję, zgodne z zaleceniami Zgromadzenia Ogólnego, stają się natychmiast obowiązujące, chyba że Komisja wcześniej otrzymała inne instrukcje od Rady Bezpieczeństwa.
Komisja będzie składać do Rady Bezpieczeństwa okresowe miesięczne raporty z postępu prac, lub częściej, jeśli będzie taka konieczność.
Komisja sporządzi sprawozdanie końcowe na następną sesję zwyczajną Zgromadzenia Ogólnego i jednocześnie dla Rady Bezpieczeństwa.

#### C. Deklaracja
Tymczasowe Rządy każdego proponowanego Państwa złożą deklaracje niepodległości do Organizacji Narodów Zjednoczonych. Będą one zawierać następujące klauzule:
Postanowienia ogólne
Postanowienia zawarte w Deklaracji są uznawane za podstawowe prawo Państwa i żadna regulacja lub ustawa, rozporządzenie lub oficjalne zarządzenie nie będzie kolidować z tymi postanowieniami, ani dominować nad nimi.
Rozdział 1: Miejsca Święte, Religijne Budynki i Tereny
Nie można uznać za nieważne lub osłabić istniejących praw odnoszących się do Świętych Miejsc i budynków sakralnych lub terenów.
Powinien być zagwarantowany sowodny dostęp, możliwość odwiedzania i tranzytu do Miejsc Świętych, zgodnie z obowiązującymi prawami, dla wszystkich mieszkańców i obywateli innego Państwa i Miasta Jerozolima, a także dla cudzoziemców, bez względu na przynależność narodową, z zastrzeżeniem wymagań bezpieczeństwa narodowego, porządku publicznego i dobrych obyczajów.
Podobnie, powinna być zagwarantowana wolność wyznania zgodnie z obowiązującymi prawami, z zastrzeżeniem utrzymania porządku publicznego i dobrych obyczajów.
Miejsca Święte i budynki religijne i tereny muszą być zachowane. Nie są dozwolone żadne akty, które mogłyby umniejszyć ich sakralny charakter. Jeśli w którymkolwiek momencie Rząd uzna, że jakieś konkretne Święte Miejsce, religijny budynek lub teren wymaga pilnej naprawy, Rząd może zwrócić się do wspólnoty lub wspólnot o przeprowadzenie takiej naprawy. Jeśli działania nie zostaną podjęte w rozsądnym terminie, Rząd może je zrealizować samodzielnie kosztem społeczności lub społeczeństwa.
Każde Święte Miejsce, religijny budynek lub teren, które zostały zwolnione z opodatkowania w dniu powstania Państwa, będą zwolnione od płacenia podatków.
Zmiany opodatkowania nie mogą dyskryminować właścicieli lub najemców Miejsc Świętych, religijnych budynków lub terenów, lub umieszczać takich właścicieli lub najemców w mniej korzystnej sytuacji w stosunku do powszechnego systemu podatkowego przyjętego przez Zgromadzenie.
Gubernator Jerozolimy ma prawo ustalić przepisy Konstytucji Państwa w stosunku do Miejsc Świętych, religijnych budynków i terenów będących w granicach Państwa i prawa wyznaniowe w stosunku do istniejących wspólnot religijnych, odnoszących się do obrzędów religijnych, miejsc, budynków i terenów. Otrzymuje on takie przywileje i immunitet konieczny do wykonywania swoich funkcji w Państwie.
Rozdział 2: Prawa Wyznaniowe i Mniejszości
Wolność sumienia i prawo swobodnego korzystania z wszelkich form kultu, z zastrzeżeniem jedynie utrzymania porządku publicznego i moralności, powinny być zapewnione dla wszystkich.
Nie wolno dyskryminować żadnego mieszkańca ze względu na rasę, religię, język czy płeć.
Wszystkie osoby podlegające jurysdykcji Państwa mają prawo do równego traktowania przez prawo.
Prawo rodzinne i osobisty status różnych mniejszości i ich interesów religijnych, w tym darowizny, zostaną zachowane.
Nie wolno utrudniać działalności instytucji religijnych lub organizacje pożytku publicznego wszystkich wyznań lub dyskryminować ich przedstawicieli lub członków tych organów na gruncie jego religii lub narodowości, z wyjątkiem wymogów utrzymania porządku publicznego i dobrych obyczajów.
Państwo zapewni odpowiednie szkolnictwo podstawowe i średnie dla mniejszości Arabskiej i Żydowskiej, odpowiednio, w ich własnym języku i ich kulturalnej tradycji.
Każda społeczność ma prawo do utrzymywania swojej własnej szkoły w celu edukacji swoich członków we własnym języku, zgodnie z ogólnymi wymaganiami edukacyjnymi, jakie Państwo może narzucić. Zagraniczne placówki oświatowe będą kontynuować swoją działalność na podstawie ich dotychczasowych praw.
Każdy obywatel Państwa ma zagwarantowaną wolność używania jakiegokolwiek języka w prywatnych stosunkach, w handlu, religii, prasie lub w publikacjach wszelkiego rodzaju, lub na zebraniach publicznych.
Nie wolno wywłaszczać gruntów posiadanych przez Arabów w Państwie Żydowskim (przez Żydów w Państwie Arabskim), dopuszcza się jedynie na cele publiczne. We wszystkich przypadkach wywłaszczenia należy się pełne odszkodowanie ustalone przez Sąd Najwyższy.
Rozdział 3: Obywatelstwo, Konwencje Międzynarodowe i Zobowiązania Finansowe
1. Obywatelstwo
Obywatele Palestyny mieszkający poza Miastem Jerozolima, a także Arabowie i Żydzi, którzy nie posiadają obywatelstwa Palestyny, a mieszkają w Palestynie poza Miastem Jerozolima, po uznaniu niepodległości otrzymują obywatelstwo Państwa w którym mieszkają i korzystają z pełni praw cywilnych i politycznych. Osoby w wieku powyżej osiemnastu lat, mogą zdecydować w terminie jednego roku od daty uznania niepodległości Państwa w którym mieszkają, o przyjęciu obywatelstwa innego Państwa, pod warunkiem, że nie dotyczy to Araba zamieszkującego na obszarze proponowanego Państwa Arabskiego chcącego wybrać obywatelstwo Państwa Żydowskiego i Żyda zamieszkującego na obszarze proponowanego Państwa Żydowskiego chcącego wybrać obywatelstwo Państwa Arabskiego. Korzystanie z tego prawa wyboru jest przeznaczone w celu łączenia żon i dzieci poniżej osiemnastu lat.
Arabowie mieszkający na obszarze projektowanego Państwa Żydowskiego i Żydzi mieszkający na obszarze proponowanego Państwa Arabskiego, którzy podpisali zawiadomienie o zamiarze wyboru obywatelstwa innego Państwa kwalifikują się do głosowania w wyborach do Zgromadzenia Konstytucyjnego tego Państwa, ale nie w wyborach do Zgromadzenia Konstytucyjnego Państwa, w którym zamieszkują.
2. Konwencje Międzynarodowe
Państwo jest zobowiązane przestrzegać wszystkich umów międzynarodowych i konwencji, zarówno ogólnych i szczegółowych, w których Palestyna była stroną. Z zastrzeżeniem możliwości wypowiedzenia takiego porozumienia i konwencji.
Wszelkie spory w kwestii stosowania i przedłużenia ważności konwencji międzynarodowych lub traktatów, podpisanych lub przestrzeganych przez obowiązkowe władze mandatowe w imieniu Palestyny kieruje się do Międzynarodowego Trybunału Sprawiedliwości zgodnie z postanowieniami Statutu Trybunału.
3. Zobowiązania Finansowe
Państwo uznaje i spełnia wszystkie zobowiązania finansowe przejęte od obowiązkowych władz mandatowych Palestyny. Przepis ten obejmuje prawo urzędników do emerytury, odszkodowania i gratyfikacje.
Obowiązki te powinny być spełnione poprzez udział we wspólnym Zarządzie Gospodarczym, w odniesieniu do zobowiązań mających zastosowanie do Palestyny jako całości, a indywidualnie w odniesieniu do tych stosowanych i naliczonego pomiędzy Państwami.
Powinien być ustalony Sąd Roszczeń, powiązany ze Wspólną Radę Gospodarczą, składający się z jednego członka wyznaczonego przez Organizację Narodów Zjednoczonych, jednego przedstawiciela Wielkiej Brytanii i jednego przedstawiciel danego Państwa. Wszelkie spory między Zjednoczonym Królestwem i Państwami odnośnie nie uznanych przez nie roszczeń, powinny być kierowane do Sądu.
Komercyjne koncesje udzielone w odniesieniu do jakiejkolwiek części Palestyny przed przyjęciem uchwały przez Zgromadzenie Ogólne powinny nadal obowiązywać zgodnie z ich warunkami, chyba że zostaną zmodyfikowane na drodze porozumienia między posiadaczem koncesji a Państwem.
Rozdział 4: Przepisy Różne
Przepisy rozdziałów 1 i 2 deklaracji są gwarantowane przez Narody Zjednoczone, i nie wolno dokonać w nich żadnych zmian bez zgody Zgromadzenia Ogólnego Narodów Zjednoczonych. Każdy członek Organizacji Narodów Zjednoczonych ma prawo powiadomienia Zgromadzenie Ogólne o każdym złamaniu lub niebezpieczeństwie przekroczenia któregokolwiek z tych postanowień, a Zgromadzenie Ogólne może wówczas wydać takie zalecenia, jakie uzna za właściwe w danych okolicznościach.
Wszelkie spory dotyczące stosowania lub interpretacji niniejszej deklaracji są przekazywane na wniosek którejkolwiek ze stron, do Międzynarodowego Trybunału Sprawiedliwości, chyba że strony zgodzą się na inny tryb uregulowania sporu.

#### D. Unia Gospodarcza i tranzyt
Tymczasowa Rada Rządu z każdego Państwa rozpocznie współpracę odnośnie Unii Gospodarczej i tranzytu. Zobowiązanie to jest sporządzane przez Komisję przewidzianią w sekcji B, paragraf 1, wykorzystując do tego współpracę przedstawicieli organizacji i organów z każdego z proponowanych Państw. Powinno ono zawierać przepisy mające na celu ustanowienie Unii Gospodarczej Palestyny i utworzenie innych odnoszących się do spraw będących przedmiotem wspólnego zainteresowania. Jeżeli do dnia 1 kwietnia 1948 Tymczasowe Rady Rządów nie rozpoczną współpracy, warunki unii zostaną wprowadzane w życie przez Komisję.
Unia Gospodarcza Palestyny. Celami Unii Gospodarczej Palestyny są: Unia celna; Wprowadzenie wspólnego systemu walutowego ze stałym kursem walutowym; Działanie międzypaństwowych linii kolejowych i dróg na zasadach niedyskryminacji; usług pocztowych, telefonicznych i telegraficznych, portów i lotnisk uczestniczących w międzynarodowym handlu i usługach komercyjnych; Wspólny rozwój gospodarczy, szczególnie w odniesieniu do nawadniania, rekultywacji i ochrony gleb; Dostęp do wody i energii dla obu Państw i dla Miasta Jerozolimy na zasadach niedyskryminacyjnych.
Tworzy się Radę Współpracy Gospodarczej, która składa się z trzech przedstawicieli każdego z dwóch Państw i trzech członków mianowanych przez Gospodarczą i Społeczną Komisję Narodów Zjednoczonych. Zagraniczni członkowie są powoływani w pierwszej kolejności na okres trzech lat; powinni oni służyć jako jednostki, a nie jako przedstawiciele Państw.
Do zadań Rady Współpracy Gospodarczej należy realizacja bezpośrednio lub przez delegację środków niezbędnych do realizacji celów Unii Gospodarczej. Ma ono wszystkie uprawnienia organizacji i zarządzania niezbędne do wypełniania swoich funkcji.
Państwa zobowiązują się do wprowadzenia w życie decyzji Rady Współpracy Gospodarczej. Decyzje Rady są podejmowane większością głosów.
W przypadku braku zgody Państwa na podjęcie koniecznych działań, Rada może na drodze głosowania sześciu członków podjąć decyzję o wstrzymaniu części wpływów celnych, do których Państwo jest uprawnione w ramach Unii Gospodarczej. Jeżeli Państwo utrzyma brak współpracy, Rada może podjąć decyzję na drodze głosowania zwykłą większością głosów o wprowadzeniu dalszych sankcji jakie uzna za stosowne, w tym dysponowania funduszami, które zostały wstrzymane.
W odniesieniu do rozwoju gospodarczego, do funkcji Rady należy planowanie, nadzorowanie i wspieranie wspólnych projektów rozwojowych, ale nie podejmuje takich projektów, chyba że za zgodą obu Państw oraz Miasta Jerozolimy w przypadku, gdy Jerozolima bierze bezpośredni udział w projekcie rozwoju.
W odniesieniu do wspólnego systemu walutowego, waluty krążące w dwóch Państwach i Mieście Jerozolima są wydawane na podstawie upoważnienia Rady Współpracy Gospodarczej, która jest jedynym organem wydającym i ustalającym rezerwę obowiązkową waluty.
O ile jest to zgodne z paragrafem 2 (b) powyżej, każde Państwo może prowadzić własny bank centralny, kontrolować własne podatki i politykę kredytową, jego zagraniczne papiery wartościowe i wydatki, przydzielać zezwolenia na przywóz i może prowadzić międzynarodowe operacje finansowe i kredytowe. W ciągu pierwszych dwóch lat po wygaśnięciu mandatu, Rada Współpracy Gospodarczej jest uprawniona do podjęcia takich środków, jakie mogą być konieczne do zapewnienia, aby łączne przychody dewizowe obu Państw z eksportu towarów i pozwoleń na usługi, były wystarczające do zapewnienia wystarczającej ilości przywożonych towarów i usług przeznaczonych do konsumpcji.
Wszystkie podmioty gospodarcze nie podlegające Radzie Współpracy Gospodarczej podlegają swojemu Państwu.
Wspólna taryfa celna nie może ograniczyć swobody handlu między Państwami oraz między Państwami i Miastem Jerozolima.
Taryfy celne są sporządzane przez Komisję Taryf, składającą się z przedstawicieli każdego z Państw, w równych ilościach, i składane do Rady Współpracy Gospodarczej w celu zatwierdzenia większością głosów. W przypadku braku porozumienia w Komisji Taryf, Rada Współpracy Gospodarczej rozstrzyga punkty sporne. W przypadku gdy Komisja Taryf nie sporządzi żadnego harmonogramu w terminie określonym, Rada Współpracy Gospodarczej określa taryfę celną.
Następujące pozycje powinny być uwzględnione we wspólnych kosztach i dochodach Rady Współpracy Gospodarczej: Koszty służby celnej i funkcjonowania wspólnych usług; Koszty administracyjne Rady Współpracy Gospodarczej; Zobowiązania finansowe administracji Palestyny, składające się z: Obsługa zadłużenia publicznego; Koszty świadczeń emerytalnych, obecnie wypłacane lub przypadające w przyszłości, zgodnie z zasadami ustanowionymi w paragrafie 3 w rozdziale 3 powyżej.
Po spełnieniu wszystkich zobowiazań, nadwyżki dochodu z ceł i innych usług wspólnych zostaną podzielone w następujący sposób: nie mniej niż 5 procent i nie więcej niż 10 procent dla Miasta Jerozolimy, reszta zostaje sprawiedliwie przypisana do każdego Państwa przez Rady Współpracy Gospodarczej, w celu utrzymania wystarczającego i odpowiedniego poziomu usług rządowych i społecznych w każdym Państwie, wydatki obu Państw nie mogą przekroczyć kwoty przychodów Unia Gospodarcza o więcej niż około czterech milionów funtów każdego roku. Przyznana kwota może zostać dostosowana przez Radę w odniesieniu do poziomu cen, w stosunku do cen obowiązujących w chwili ustanowienia Unii. Po pięciu latach, zasady podziału wspólnych przychodów mogą zostać zmienione przez Radę Współpracy Gospodarczej na podstawie kryterium kapitałów własnych.
Wszystkie międzynarodowe konwencje i traktaty wpływające na kursy taryf celnych, oraz usług komunikacyjnych na mocy jurysdykcji Rady Współpracy Gospodarczej, uznaje się w obu Państwach. W tych sprawach, te dwa Państwa są zobowiązane do działania zgodnie z większością Rady Współpracy Gospodarczej.
Rada Współpracy Gospodarczej podejmuje starania w celu zabezpieczenia eksportu do Palestyny na zasadach sprawiedliwego i równego dostępu do rynków światowych.
Wszystkie przedsiębiorstwa obsługiwane przez Radę Współpracy Gospodarczej wypłacą sprawiedliwe wynagrodzenia na jednolitej podstawie.
Wolność tranzytu i wizyt. Zawarte przepisy opierają się na wolności tranzytu i odwiedzin wszystkich mieszkańców i obywateli obydwu Państw i Miasta Jerozolima, z zastrzeżeniem względów bezpieczeństwa, pod warunkiem, że każde Państwo i Miasto kontrolują miejsca zamieszkania na swoim terytorium.
Rozwiązanie, zmiana i interpretacja porozumień. Każde porozumienie i traktat pozostaje w mocy przez okres dziesięciu lat. Obowiązuje on do czasu wypowiedzenia przez jedną ze stron, z okresem wypowiedzenia dwóch lat.
W początkowym okresie dziesięciu lat, każde porozumienie i traktat może być zmienione wyłącznie za zgodą obu stron i za zgodą Zgromadzenia Ogólnego.
Wszelkie spory dotyczące stosowania lub interpretacji tego porozumienia i każdej umowy wynikającej z niej, kieruje się na wniosek jednej ze stron, do Międzynarodowego Trybunału Sprawiedliwości, chyba że strony zgodzą się na inny tryb uregulowania sporu.

#### E. Aktywa
Aktywa obrotowe administracji Palestyny są przydzielane do Państw Arabskiego i Żydowskiego i Miasta Jerozolimy na zasadzie sprawiedliwości. Podział powinien być dokonany przez Komisję Narodów Zjednoczonych, o której mowa w sekcji III, sekcja B, paragraf 1 powyżej. Nieruchomości stają się własnością rządu terytorium, na którym się znajdują.
W okresie od powołania Komisji Narodów Zjednoczonych i zakończenia Mandatu, obowiązkowe władze mandatowe, z wyjątkiem przypadku zwykłych operacji, powinny skonsultować się z Komisją w sprawie środków, które mogą dotyczyć likwidacji, zbycia lub obciążenia aktywów Rządu Palestyny, takich jak skumulowanej nadwyżki skarbowej, wpływów z emisji obligacji rządowych, gruntów państwowych lub wszystkich innych aktywów.

#### F. Członkostwo w ONZ
Kiedy niepodległość Państwa Arabskiego lub Żydowskiego zostanie ustanowiona w sposób przewidziany w tym planie, oraz zostanie podpisana deklaracja i zobowiązanie zgodnie z założeniami tego planu, należy rozważyć wniosek o przyjęcie do członkostwa w Organizacji Narodów Zjednoczonych zgodnie z artykułem 4 Karty Narodów Zjednoczonych.

### Część II – Granice

Plan podziału Palestyny uchwalony przez ONZ w 1947

#### A. Państwo Arabskie
Powierzchnia Państwa Arabskiego w Zachodniej Galilei jest ograniczona od zachodu przez Morze Śródziemne i od północy granicą z Libanem, od An-Nakura do punktu Saliha. Stąd granica przebiega na południe, pozostawiając obszar zabudowany Saliha w Państwie Arabskim, do najbardziej wysuniętego na południe punktu tej wsi. Stąd wschodnia granica przebiega linią wiosek Alma, Richanijja i Tajtaba, następnie wzdłuż północnej linii granicznej wioski Mirun do połączenia się z linią graniczną Pod-Dystryktu Akka-Safed. Z linii tej wynika wschodni punkt wioski Farradijja, skąd linia graniczna przebiega główną drogą z Safedu do Akki. Z tego wynika, że granica przechodzi na zachód od Kafr Inan aż do linii granicznej Pod-Dystryktu Tyberiady, przechodząc na zachód od skrzyżowania dróg Akka-Safed z Lubja-Kafr Inan. Od południowo-zachodniego narożnika Kafr Inan granica podąża zachodnią granicą Pod-Dystryktu Tyberiady do punktu zamykającego granicę pomiędzy wsiami Maghar i Ajlabun, skąd wybrzusza się na zachód otaczając część wschodniej równiny Battuf, omijając zbiornik proponowany przez Agencję Żydowską do nawadniania terenów na południu i wschodzie.
Granica powraca do granicy Pod-Dystryktu Tyberiady w punkcie zabudowanego obszaru Tur'an na drodze Nazaret-Tyberiada, i dalej biegnie na południe, najpierw wzdłuż granicy pod-dystryktu, a następnie przechodzi między Szkołą Rolniczą Kadoorie a Górą Tabor, do punktu na południe od podnóża Góry Tabor. Stąd biegnie na zachód, równolegle do linii horyzontalnej siatki 230, do północno-wschodniego narożnika wioski Tel Adaszim. Następnie biegnie do północno-zachodniego narożnika tych ziem, gdzie kieruje się na północny zachód, tak aby objąć w Państwie Arabskim źródła wody Nazaretu znajdujące się we wsi Jafa an-Naserije. Po osiągnięciu Ginegar, omija od wschodu północne i zachodnie granice tej ziemi do ich południowo-zachodniego narożnika, skąd przechodzi linią prostą do punktu na linii kolejowej Hajfa-Afula na pograniczu wiosek Sarid i Al-Mudżajdil. Jest to punkt przecięcia. Południowo-zachodnia granica obszaru Państwa Arabskiego w Galilei zaczyna się w tym punkcie, kierując się na północ wzdłuż wschodniej granicy Sarid i Gewat do północno-wschodniego narożnika Nahalal, następnie stamtąd omija całą ziemię Kefar ha-Choresz do centralnego punktu na południowej granicy wioski Ilut, skąd w kierunku zachodnim wzdłuż granicy wioski do wschodniej granicy Bet Lechem ha-Gelilit, skąd w kierunku zachodnim do północno-wschodniego narożnika Waldheim, a stamtąd na północny zachód do ziem wioski Szefaram do południowo-wschodniego narożnika Ramat Jochanan. Stąd biegnie na północ do punktu na drodze Hajfa-Szfar’am, na zachód od skrzyżowania z drogą do I’billin. Stamtąd kieruje się na północny wschód do punktu na południowej granicy I’billin położonego na zachód od drogi I’billin-al-Birwa. Stąd wzdłuż jej granicy do jego zachodniego punktu, skąd skręca na północ omijając całą ziemię wioski Tamra do jej północno-zachodniego narożnika i dalej do drogi Akka-Safed. Następnie biegnie na zachód po południowej stronie drogi Safed-Akka do granicy Dystryktu Galilea-Hajfa, skąd dochodzi do punktu granicznego na morzu.
Granica w górzystej krainie Samarii i Judei rozpoczyna się przy rzece Jordan w Wadi Malih na południowy wschód od Beisan i biegnie na zachód do spotkania się z drogą Beisan-Jerycho i potem podąża zachodnią stroną drogi w kierunku północno-zachodnim do miejsca zbiegu granic Pod-Dystryktów Beisan, Nablus i Dżanin. Z tego punktu podąża około trzech kilometrów na zachód wzdłuż granicy Pod-Dystryktu Dżanin, a następnie skręca na północny zachód i przechodząc przez zabudowany teren wiosek Jalbun i Faku’a, dochodzi do miejsca spotkania granic Pod-Dystryktów Dżanin i Beisan w punkcie na północny wschód od Nuris. Stąd kieruje się na północny zachód do punktu na północ od terenu zabudowanego Zir'in, a następnie w kierunku zachodnim do linii kolejowej Afula-Dżanin, stąd na północny zachód wzdłuż linii granicznej Dystryktu do punktu przecięcia linię kolejową Hejaz. Stąd granica kiruje się na południowy zachód do ziem wioski Lajjun, które są w Państwie Arabskim, i przekracza drogę Hajfa-Dżanin w punkcie na granicy Dystryktów Hajfy i Samarii na zachód od Ajn al-Mansi. Najdalej wysuniętym na zachód punktem granicy jest wieś al-Butajmat. Stąd okrąża od północy i wschodu granice wioski Arara wracając do granicy Dystryktów Hajfy i Samarii w Wadi Ara, a następnie biegnie prosto na południowy wschód do punktu na linii kolejowej na wschód od wsi Kakun. Stąd biegnie wzdłuż linii kolejowej w pewnej odległości na wschód od stacji kolejowej Tulkarm. Stąd granica biegnie w połowie drogi między linią kolejową a drogą Tulkarm-Kalkilja-Dżaldżulja do punktu na wschód od stacji Ras El-Ein, skąd biegnie wzdłuż linii kolejowej, na wschód od niej, do punktu na południe od skrzyżowania linii kolejowej z drogą Hajfa-Lidda w rejonie Bajt Nabala, skąd przechodzi wzdłuż południowej granicy portu lotniczego Lidda do jego południowo-zachodniego narożnika, skąd w kierunku południowo-zachodnim do punktu położonego na zachód od zabudowanego obszaru Sarafand al-Amar, stąd na południe omijając po stronie zachodniej zabudowany obszar Abu al-Fadl do północno-wschodniego narożnika ziem Be’er Ja’akow. (Granica powinna być tak wyznaczona, aby umożliwić Państwu Arabskiemu dostęp do portu lotniczego.) Stąd granica omija zachodnią i południową granicę wioski Ramla do północno-wschodniego narożnika wioski al-Na’ani, stąd w linii prostej na wschód do najbardziej wysuniętego na południe punktu al-Barrija, wzdłuż wschodniej granicy tej wioski do południowej granicy wioski Innaba. Stąd podąża po północnej stronie drogi Jafa-Jerozolima aż do al-Qubab, gdzie przecina drogę docierając do granicy Abu Szusza. Biegnie wzdłuż wschodnich granic Abu Szusza, Sajdun i Chulda do najbardziej wysuniętego na południe punktu Chulda, skąd linią prostą do północno-wschodniego krańca Umm Kalkha, następnie na południe wzdłuż północnej granicy Umm Kalkha i Kazaza, do północnej i zachodniej granicy al-Mukhajzin do granicy Dystryktu Gazy, a stamtąd biegnie po ziemiach wiosek al-Masmija al-Kabira i Jasur do południowego punktu przecięcia, który jest w połowie drogi między zabudowanymi obszarami Jasur i al-Batani al-Szarki.
Od południowego punktu przecięcia linia graniczna biegnie na północny zachód pomiędzy miejscowościami Gan Jawne i Barka do morza, i na południowy wschód do punktu na zachód od Kastina, skąd kieruje się na południowy zachód przechodząc przez teren zabudowany al-Sawafir al-Szarkija i Ibdis. Od południowo-wschodniego narożnika Ibdis biegnie na południe do zabudowanego obszaru Bajt Affa, przekracza drogę Hebron-al-Majdal na zachód od zabudowanego obszaru Irak Suwajdan. Stąd przebiega na południowy wschód wzdłuż zachodniej granicy wioski Al-Faludża do granicy Pod-Dystryktu Beer Szewa. Następnie biegnie przez ziemie plemienne Arab El-Jubaratdo punkt granicznego między Pod-Dystryktami Beer Szewy i Hebronu, skąd przechodzi w kierunku południowo-wschodnim do punktu na głównej drodze Beer Szewa-Gaza w odległości dwóch kilometrów od miasta Beer Szewa. Następnie wykręca na południowy zachód docierając do Wadi Sab do punktu położonego jeden kilometr na zachód od niej. Stąd kieruje się na południowy wschód i biegnie wzdłuż Wadi Sab docierając na odległość jednego kilometra od drogi Beer Szewa-Hebron, skąd wykręca na wschód i biegnie w linii prostej do Kusejfa docierając do punktu granicznego Pod-Dystryktów Beer-Szewa i Hebron. Następnie kieruje się na północny wschód, wcinając się pomiędzy pionowe linie siatki 150 i 160.
Pięć kilometrów na północny wschód od Ras Ez-Zuweira kieruje się na północ, i mniej więcej siedem kilometrów na północ od En Gedi dociera do Morza Martwego, skąd skręca na wschód aby połączyć się z granicą Transjordanii na Morzu Martwym.
Północna granica arabskiej części równiny nadmorskiej biegnie od południowego punktu przecięcia przechodząc między zabudowanymi terenami Gan Jawne i Barka. Stąd kieruje się na południowy zachód przechodząc przez ziemie al-Batani al-Szarki, wzdłuż wschodniej granicy ziem Bajt Daras i przez ziemie Dżulis, pozostawiając na zachodzie zabudowane obszary al-Batani al-Szarki i Julis, dociera do północno-zachodniego narożnika ziem Bajt Tima. Stąd biegnie na wschód od al-Jija przez ziemie wioski Barbara, wzdłuż wschodnich granic wiosek Bajt Jirja, Dajr Sunajd i Dimra. Od południowo-wschodniego narożnika Dimra granica przechodzi przez ziemie Bajt Hanun, pozostawiając na wschodzie żydowskie ziemie Nir Am. Od południowo-wschodniego narożnika Bajt Hanun linia biegnie na południowy zachód do Południowego Punktu równoległej linii siatki 100, następnie skręca na północny zachód na dwa kilometry, zawraca na południowy wschód i biegnie niemal linią prostą do granicy ziem wioski Khuza'a. W najdalej na wschód wysuniętym punkcie ziem Khuza’a wykręca na południe. Następnie biegnie w kierunku południowym wzdłuż pionowej linii siatki 90 do skrzyżowania z linią poziomą siatki 70. Następnie kieruje się na południowy wschód od Ruheiba, a następnie w kierunku południowym do punktu znanego jako al-Baha, za którym przecina główną drogę Beer Szewa-Audża al-Hafir. Stamtąd łączy się z Wadi al-Zaijatin na zachód od al-Subeita. Stamtąd skręca na północny wschód, a potem południowy wschód za tym Wadi i przechodzi na wschodzie do Wadi Nafkh. Następnie biegnie zakolami na południowy zachód wzdłuż Wadi Nafkh, Wadi 'Ajrim i Wadi Lassan do punktu, gdzie Wadi Lassan przecina granicę Egipską.
Powierzchnia Arabskiej enklawy Jafy zajmuje część miejskiego obszaru Jafy, która leży na zachód od żydowskich dzielnic położonych w południowej części Tel Awiwu, na zachód od przedłużenia ulicy Herzla do skrzyżowania z drogą Jafa-Jerozolima, na zachód od ziem Mikwe Jisra’el, do północno-zachodniej granicy Holonu i północnej granicy Bat Jam.

#### B. Państwo żydowskie
Północno-wschodni sektor Państwa Żydowskiego (Wschodnia Galilea) jest ograniczony od północy i zachodu przez granice Libanu, a na wschodzie przez granice Syrii i Transjordanii. Obejmuje ona całość Doliny Hula, Jezioro Tyberiadzkie, cały Pod-Dystrykt Beisan, z granicą rozszerzoną o Wzgórza Gilboa i Wadi Malih. Stamtąd Państwo żydowskie rozciąga się na północny zachód, wzdłuż granic odnoszących się do Państwa Arabskiego. Żydowska sekcja równiny nadmorskiej rozciąga się od granicy Pod-Dystryktu Gazy i obejmuje takie miasta jak Hajfa i Tel Awiw, pozostawiając Jafę jako enklawę Państwa Arabskiego. Wschodnia granica Państwa Żydowskiego wynika z opisu granicy Państwa Arabskiego.
Rejon Beer Szewy obejmuje całość Pod-Dystryktu Beer Szewy, włączając w to pustynię Negew i wschodnią część Pod-Dystryktu Gazy, z wyłączeniem miasta Beer Szewy i obszarów opisanych jako należących do Państwa Arabskiego. Obejmuje ona również pas ziemi wzdłuż Morza Martwego, rozciągający się od linii granicznej Pod-Dystryktów Beer Szewy i Hebronu do En Gedi, jak to opisano w odniesieniu do Państwa Arabskiego.

#### C. Miasto Jerozolima
Granice Miasta Jerozolimy są określone w zaleceniach dotyczących Miasta Jerozolimy. (Patrz Część III, sekcja B, poniżej).

### Część III – Miasto Jerozolima
A. Specjalny Nadzór
Miasto Jerozolima jest określone jako corpus separatum pozostającym pod specjalnym międzynarodowym nadzorem i administracją Narodów Zjednoczonych. Do wypełnienia obowiązków Władzy Administracyjnej w imieniu Narodów Zjednoczonych, zostaje powołana Rada Powiernicza.
B. Granice Miasta
Miasto Jerozolima obejmuje obecną gminę Jerozolima oraz okoliczne wioski i miasteczka, najdalej wysunięta na wschód powinna być Abu Dis; najdalej na południe Betlejem, najdalej na zachód En Kerem (w tym także obszar zabudowany Moca); najdalej na północ Szu’afat, jak wskazano na załączonej mapie (aneks B).
C. Statut Miasta
1. Rada Powiernicza
Rada Powiernicza w terminie pięciu miesięcy od zatwierdzenia niniejszego planu, opracuje i zatwierdzi szczegółowy statut Miasta, który powinien zawierać, między innymi, treść następujących postanowień: Administracja rządowa; Specjalne cele.
Władze administracyjne w wykonywaniu swoich obowiązków administracyjnych powinny realizować następujące szczególne cele: Chronić i zachować unikalne duchowe i religijne interesy zlokalizowanych na terenie miasta trzech wielkich światowych religii monoteistycznych, Chrześcijańskiej, Żydowskiej i Muzułmańskiej, w celu zapewnienia porządku i spokoju, a szczególnie pokoju religijnego w Jerozolimie; Zacieśnić współpracę między wszystkimi mieszkańcami miasta, w interesie własnym, jak również w celu promowania i wspierania pokojowego rozwoju wzajemnych stosunków między dwoma narodami w całej Ziemi Świętej, aby promować bezpieczeństwo, dobrobyt i każdy konstruktywny środek rozwoju mieszkańców ze szczególnym uwzględnieniem okoliczności i zwyczajów różnych narodów i wspólnot.
2. Gubernator i personel administracyjny
Gubernator Jerozolimy powołuje Radę Powierniczą, która mu podlega i odpowiada przed nim. Powinien on zostać wybrany na podstawie specjalnych kwalifikacji, bez względu na przynależność państwową. Jednak nie może on być obywatelem żadnego Państwa w Palestynie.
Gubernator reprezentuje Narody Zjednoczone w Mieście i wykonuje w ich imieniu wszelkie uprawnienia administracyjne, w tym prowadzenia spraw zewnętrznych. Będzie on wspomagany przez personel administracyjny sklasyfikowany jako międzynarodowi urzędnicy w rozumieniu Artykułu 100 Karty i wybrany gdy będzie to możliwe z mieszkańców miasta i reszty Palestyny na zasadach niedyskryminacyjnych. Szczegółowy plan organizacji administracji miasta zostanie złożony przez Gubernatora do Rady Powierniczej i zatwierdzony przez nią.
3. Lokalna Autonomia
Istniejące na terenie miasta lokalne jednostki autonomiczne (wioski, miasteczka i gminy) posiadają szerokie kompetencje samorządu terytorialnego i administracyjnego.
Gubernator bada i przedstawia do rozpatrzenia i decyzji Rady Powierniczej plan utworzenia specjalnych jednostek miejskich składających się, odpowiednio, z Żydowskich i Arabskich sekcji nowej Jerozolimy. Nowe jednostki miejskie będą nadal stanowić część obecnej gminy Jerozolimy.
4. Środki Bezpieczeństwa
Miasto Jerozolima będzie zdemilitaryzowane; neutralność zostanie uznana i będzie chroniona, w jej granicach nie jest dozwolona obecność, ćwiczenia i działania formacji paramilitarnych.
Gdyby administracja Miasta Jerozolimy stwarzała utrudnienia lub uniemożliwiała ze względu na brak współpracy lub sprzeciw jednej lub więcej grup ludności, Gubernator jest upoważniony do podjęcia takich środków, jakie mogą być konieczne do przywrócenia sprawnego funkcjonowania administracji.
Aby pomóc w utrzymaniu wewnętrznego ładu i porządku, zwłaszcza dla ochrony Świętych Miejsc i budynków sakralnych i religijnych miejsc w mieście, Gubernator zorganizuje specjalną policję o odpowiedniej sile, której członkowie przyjmowani są spoza Palestyny. Gubernator ma prawo skierować takie środki budżetowe, jakie będą niezbędne do utrzymania tej formacji.
5. Rada Legislacyjna
Rada Legislacyjna będzie wybierana przez dorosłych mieszkańców miasta bez względu na narodowość na podstawie powszechnego i tajnego prawa wyborczego i zasady proporcjonalności. Ma ona uprawnienia do uchwalania przepisów i podatków. Uchwały nie mogą kolidować z przepisami, które zostaną określone w Statucie Miasta, ani jakąkolwiek ustawą, rozporządzeniem lub urzędowym rozporządzeniem. Statut przyznaje Gubernatorowi prawo zawetowanie ustaw niezgodnych z przepisami, o których mowa w zdaniu poprzedzającym. Upoważnia go ona również do ogłaszania tymczasowych rozporządzeń w przypadku jeśli Rada nie podejmie na czas niezbędnych działań dla normalnego funkcjonowania administracji.
6. Wymiar Sprawiedliwości
Statut przewiduje ustanowienie niezależnego systemu sądowniczego, w tym sądu apelacyjnego. Wszyscy mieszkańcy miasta podlegają im.
7. Unia Gospodarcza i Gospodarcza Porządek
Miasto Jerozolima należy do Unii Gospodarczej Palestyny i przestrzega wszystkie porozumienia oraz o wszelkie traktaty wydane przez nią, jak również decyzje Rady Współpracy Gospodarczej. Siedziba Rady Współpracy Gospodarczej znajduje się na terytorium Miasta. Statut przewiduje regulacje w kwestiach gospodarczych nie objętych porządkiem Unii Gospodarczej, na podstawach równego traktowania i niedyskryminacji dla wszystkich członków Narodów Zjednoczonych i ich obywateli.
8. Wolność Tranzytu oraz Wizyt: Kontrola mieszkańców
Wolność wejścia do i pobytu w granicach Miasta jest zagwarantowana dla mieszkańców lub obywateli Arabskiego i Żydowskiego Państwa, z zastrzeżeniem względów bezpieczeństwa i kwestii gospodarczych określonych przez Gubernatora pod kierunkiem Rady Powierniczej. Imigracja do, i mieszkanie wewnątrz granic miasta dla obywateli innych Państw podlega kontroli Gubernatora pod kierunkiem Rady Powierniczej.
Stosunki z Arabskim i Żydowskim Państwem. Przedstawiciele Arabskiego i Żydowskiego Państwa są akredytowani u Gubernatora Miasta w celu ochrony interesów swoich Państw i obywateli w związku z międzynarodową administracją Miasta.
9. Urzędowe Języki
Oficjalnymi językami w Mieście są arabski i hebrajski. Nie jest wykluczone przyjęcie jednego lub więcej dodatkowych języków roboczych, jeśli będzie to wymagane.
10. Obywatelstwo
Wszyscy mieszkańcy stają się de facto obywatelami Miasta Jerozolimy, chyba że zdecydują się na obywatelstwo Państwa, tak jak Arabowie lub Żydzi wnoszący zamiar stania się obywatelami Arabskiego lub Żydowskiego Państwa odpowiednio, zgodnie z Częścią 1, sekcja B, paragraf 9, z tego planu.
Rada Powiernicza dokona uzgodnień dotyczących ochrony konsularnej obywateli Miasta poza jego terytorium.
11. Wolności obywatelskie
Mieszkańcy Miasta będą mieli zapewnione możliwości korzystania z praw człowieka i podstawowych wolności, w tym wolności sumienia, wyznania i kultu, języka, edukacji, słowa i prasy, a także stowarzyszania się i składania petycji, z zastrzeżeniem wymogów porządku publicznego i moralności.
Wszystkich mieszkańców obowiązuje zakaz wszelkiego rodzaju dyskryminacji, ze względu na rasę, religię, język czy płeć.
Wszystkie osoby w obrębie Miasta mają prawo do równej ochrony ze strony prawa.
Powinny być respektowane prawo rodzinne, osobisty status poszczególnych osób i wspólnot religijnych i ich interesów, w tym fundacji.
Nie wolno żadnymi środkami utrudniać lub zakłócać uroczystości religijnych lub działalności organizacji pożytku publicznego wszystkich wyznań lub dyskryminować przedstawicieli lub członków tych organów ze względu na jego religię lub narodowość, z zastrzeżeniem wymogów utrzymania porządku publicznego i moralności.
Miasto zapewni odpowiednie szkolnictwo podstawowe i średnie dla Arabskich i Żydowskich wspólnot odpowiednio, w ich własnym języku i zgodnie z ich tradycji kulturowymi.
Nie wolno odmówić lub ograniczyć prawa każdej społeczności do utrzymywania swojej własnej szkoły z edukacją swoich członków w swoim własnym języku, w zgodzie wymaganiami edukacyjnymi o ogólnym charakterze, nałożonymi przez Miasto. Zagraniczne placówki oświatowe będą kontynuować swoją działalność na podstawie ich dotychczasowych praw.
Wolność każdego mieszkańca Miasta nie podlega żadnym ograniczeniom w swobodnym korzystaniu z dowolnego języka w prywatnych stosunkach, w handlu, w religii, w prasie lub w publikacjach wszelkiego rodzaju, lub na spotkaniach publicznych.
Obowiązujące Prawa Świętych Miejsc odnoszące się do Miejsc Świętych i budynków sakralnych lub terenów nie mogą być ograniczone lub zabronione.
Powinien być zabezpieczony bezpłatny dostęp do Miejsc Świętych i religijnych budynków lub miejsc, wraz z zabezpieczeniem swobodnego praktykowania kultu zgodnie z obowiązującymi prawami i stosownie do wymagań porządku publicznego i dobrych obyczajów.
Miejsca Święte i religijne budynki lub miejsca będą zachowane. Nie jest dozwolony żaden akt, który mógłby naruszyć ich sakralny charakter. Jeśli Gubernator w dowolnym momencie uzna, że jakieś konkretne Święte Miejsce, budynek religijny lub miejsce wymaga pilnej naprawy, Gubernator może wezwać wspólnotę lub wspólnoty do przeprowadzenia takiej naprawy. Jeśli nie zostaną podjęte działania w rozsądnym terminie, Gubernator może ją zrealizować na koszt gminy lub gmin zainteresowanych.
Brak opodatkowania odnosi się do każdego Świętego Miejsca, budynku religijnego lub terenu, który został zwolniony z opodatkowania w dniu powstania Miasta. Zmiany w opodatkowaniu nie mogą dyskryminować właścicieli lub najemców Świętych Miejsc, budynków religijnych lub terenów, lub stawiać takich właścicieli lub najemców w mniej korzystnej sytuacji w stosunku do pozostałych podatników w momencie przyjęcia uchwały przez Zgromadzenie.
12. Szczególne kompetencje Gubernatora w stosunku do Miejsc Świętych, budynków religijnych i terenów w Mieście i w każdej części Palestyny
Ochrona Miejsc Świętych, budynków religijnych i terenów położonych w Jerozolimie jest szczególnym zadaniem Gubernatora. W odniesieniu do tych miejsc, budynków i terenów znajdujących się poza miastem w Palestynie, Gubernator określi, ze względu na kompetencje przyznane mu przez Konstytucje obu Państw, czy przepisy Konstytucji Arabskiego i Żydowskiego Państwa w Palestynie właściwie stosują i respektują prawa religijne.
Gubernator jest również uprawniony do podejmowania decyzji na podstawie istniejących praw w przypadkach sporów, które mogą wyniknąć między różnymi wspólnotami religijnymi lub przy obrzędach religijnych społeczności w odniesieniu do Miejsc Świętych, budynków religijnych i terenów w każdej części Palestyny.
W tym zadaniu może on być wspomagany przez radę konsultacyjną przedstawicieli różnych wyznań, działającą w charakterze doradczym.
D. Czas trwania specjalnych władz
Statut opracowany przez Radę Powierniczą wejdzie w życie nie później niż do dnia 1 października 1948. Pozostanie w użyciu w pierwszej instancji przez okres dziesięciu lat, chyba że Rada Powiernicza uzna za konieczne przeprowadzenie ponownej analizy przepisów w terminie wcześniejszym. Po upływie tego okresu cały system podlega rozpatrzeniu przez Radę Powierniczą w świetle doświadczeń nabytych podczas jej funkcjonowania. Mieszkańcy miasta są następnie swobodnie wyrazić za pomocą referendum ich życzenia co do ewentualnych zmian reżimu Miasta.

### Część IV – Parafowanie
Państwa, których obywatele w przeszłości cieszyli się w Palestynie przywilejami i imumnitetami cudzoziemców, w tym korzystali z jurysdykcji konsularnej i ochrony, proszone są o zrzeczenie się wszelkich praw odnoszących się do tego i utworzenie takich przywilejów i immunitetów w proponowanych Arabskim i Żydowskim Państwie i Mieście Jerozolima.

## Reakcje na rezolucję

### Reakcje żydowskie
Początkowo Agencja Żydowska skrytykowała rezolucję, mówiąc, że żydowska część Jerozolimy powinna znaleźć się w granicach państwa żydowskiego. Jednak po krótkim czasie większość żydowskich organizacji i Agencja Żydowska ogłosiły akceptację proponowanego podziału Palestyny. Jedynie skrajna nacjonalistyczna mniejszość takich organizacji jak Irgun i Lechi odrzuciła plan. Menachem Begin ostrzegał, że podział Palestyny nie przyniesie pokoju, ponieważ Arabowie zaatakują małe państwo żydowskie, „będzie to wojna o nasze życie i naszą przyszłość”.
Liczne relacje ówczesnych dzienników opisują radość żydowskich mieszkańców Palestyny na wieść o wyniku głosowania w sprawie podziału Palestyny. Do dzisiejszego dnia, izraelskie podręczniki historii wymieniają dzień 29 listopada 1947, jako najważniejszy na drodze do uzyskania niepodległości przez Izrael. Wiele izraelskich miast upamiętnia ten dzień nadając datę jako nazwę swoich ulic. Jednakże przy całej tej radości, Żydzi krytykują rozbicie terytorialne i brak ciągłości granic państwa żydowskiego.

### Reakcje arabskie
Społeczność arabska sprzeciwiła się rezolucji 181, twierdząc, że narusza ona prawa większości mieszkańców Palestyny. Arabowie spostrzegali plan podziału Palestyny jako niesprawiedliwy, ponieważ oddawał większość terytorium państwa w ręce stanowiącej mniejszość społeczności żydowskiej. Arabscy przywódcy mówili o „zepchnięciu Żydów do morza” i oczyszczeniu Palestyny z „syjonistycznej plagi”. W konsekwencji Arabowie doprowadzili do wybuchu wojny domowej w Mandacie Palestynie (1947–1948).
W przeddzień arabskiej inwazji w 1948, sekretarz generalny Ligi Państw Arabskich Abdul Rahman Azzam Hassan powiedział, że „będzie to wojna wyniszczająca, wielka masakra, która będzie przypominała masakry mongolskie i wyprawy krzyżowe”. Sześć dni później Azzam powiedział dziennikarzom „Walczymy o arabską Palestynę. Bez względu na wynik wojny Arabowie będą oferować Żydom równe prawa obywatelskie w arabskiej, a nie żydowskiej Palestynie. W obszarach, gdzie przeważają będą mieli pełną autonomię”.